# Planociampa tristis
Planociampa tristis là một loài bướm đêm trong họ Geometridae.